# 伴大介
伴 大介（ばん だいすけ、1947年5月5日 - ）は、日本の俳優。本名は斉藤 清憲（）。
埼玉県川口市出身。埼玉県立蕨高等学校、明治大学文学部卒業。

## 来歴
高校在学中より演劇活動を始め、大学卒業後に劇団NLTのオーディションに合格し研究生となる。この間、劇団の仕事で地方の学校を巡回公演する。
1972年から1973年にかけて放送の特撮テレビドラマ『人造人間キカイダー』（NET）の主人公・ジロー/キカイダー役に抜擢されて本格的デビューを果たす。その際、原作者・石ノ森章太郎に「伴 大介」と命名される。
1973年から1974年にかけて放送の『イナズマン』（NET）で再び主演を務めることとなった際、姓名判断によって「伴 直弥」（）に改名。しかし、石ノ森や東映スタッフへの事前報告をせずに独断で改名したため、激しい怒りを買ったという。特に吉川進からは「直弥」名義での出演を拒否され、『キカイダー01』には改名後にもかかわらず「大介」名義で出演することになった。ちなみに、最も怒りを露わにしたのは名付け親の石ノ森だったらしく、『イナズマン』の現場に石ノ森が監督として現れた際によそよそしさを感じたという。
1976年、『忍者キャプター』（東京12チャンネル）では三度ヒーローを演じることとなったが、誤解からスタッフとの間に確執が生じ、互いにそれをエスカレートさせてしまった。このことが原因で、内定していた『特捜最前線』（テレビ朝日）へのレギュラー出演が取りやめとなり、当面は東映作品に出演できなくなった。1979年、伊藤武史に代わり演じた『バトルフィーバーJ』（同）の二代目バトルコサック＝神誠役で2年ぶりに東映作品へのレギュラー出演を果たした。
1997年、『キカイダー』25周年に合わせて芸名を「伴 大介」に戻す。同年刊行された著書『キカイダー讃歌』（池田駿介との共著）で石ノ森にインタビューを行っており、その中で伴が自身で「大介」に戻すと報告し、石ノ森も「カムバックするか」と喜んでいた。芸名を変えた理由は「占いでこのままでは大ケガすると言われて軽く変えてしまった」と石ノ森に語っている。芸名を戻した翌年に石ノ森が60歳で逝去し、その際のコメントで「先生のご存命中に（芸名を戻し）、ご報告出来たのがせめてもの救い（断りを入れず改名したことが原因で怒らせてしまった経緯もあるため）」と語っている。
1990年代からは鶴田法男監督作品への出演が増え、特に『リング』シリーズ（東宝）では、伊熊平八郎（貞子の父役）を演じて全4作に出演。また、同時期に体調を崩して急激に痩せてしまったため周囲が憂慮するも、2008年頃に回復を果たした。2014年公開の映画『キカイダー REBOOT』（東映）には、前野究次郎役で出演している。第二次大戦中の米国での日系人部隊編成までを描いた2017年の米映画『Go For Broke--A 442 Origin Story』にはMr. Otani役で出演した。
2025年4月に映画『パープル・ライラック』で初監督。

## 人物・エピソード

### 『人造人間キカイダー』
『キカイダー』で主役に選んだのはプロデューサーの吉川進の夫人で、数人の候補者の写真の中から伴の写真を選んだ。
『キカイダー』放送当時のインタビューでは「直情的で、惰性に陥りやすい役柄なので新鮮でいたい。とにかく子供に夢を与えるような仕事をしたいです」と述べている。後年のインタビューでも同様に「子供のための番組だから子供を裏切りたくないという気持ちはある」と述べている。
『キカイダー01』では伴大介、『イナズマン』では伴直弥と同時期に二つの名義で活動したため、ファンレターで「双子なんですか?」と質問されたことがあるという。
『キカイダー01』で共演した池田駿介が2010年6月11日に胃がんのために死去した際、『宇宙船』VOL.129に追憶文を掲載した。偶然にも池田の死の前日（11日）に同作で別のインタビューに答えていた。
『キカイダー REBOOT』では、新旧のジローが揃ったとして話題を呼んでいる（ちなみに役名は『前の旧ジロー』という意味がそのままの名前になったと映画のパンフレットインタビューで語っている）。

### その他
『イナズマン』に出演する際に、プロデューサーの平山亨から「キカイダーのイメージを変えて演じてほしい」と注文されたことがある。それに対してキャラクターを変えて演じることに抵抗を感じて、平山と喧嘩になりそうになったと述べている。
『忍者キャプター』について、企画自体は面白いと感じたが、30分の枠で7人のキャラクターを描くことは難しいと感じたという。また、キャプターのコスチュームは初めこそ抵抗感があったものの、次第に順応しそのまま食事に出かけたと述べている。
『バトルフィーバーJ』のプロデューサーは、以前「直弥」名義での出演を拒否した吉川進だったが、「直弥」名義での出演となった。これについては「怒りがようやくおさまったか、当時の自分の状況をかわいそうに思ってくれた」と伴自身は推測している。俳優の京本政樹との対談では、本作について途中から参加していたため印象が薄いと述懐し、共演者の大葉健二たちがしっかりしていたため何とかやれたと語っている。伴は他のメンバーと年齢が離れていたため、彼らとは離れた場所にいるイメージで役柄を演じていた。
東の横綱・宮内洋、西の横綱・伴大介と称されるように、数々のヒーローを演じていた。その後も役者としてあらゆる役柄に挑戦している。また、華々しいゲスト出演の多い宮内とは対照的に、ゲスト出演においても地味ではあるが徹底した役作りで挑む伴には根強いファンが数多く存在する。伴自身がファンから直接聞いたエピソードだが、『超獣戦隊ライブマン』（テレビ朝日）で演じた星博士の生き様に感涙しファンになった者もいるという。
自身の俳優としての姿勢についてドラマに入って行きすぎるきらいがあると述べている。特に特撮作品ではメカなどを無視してしまうといい、『イナズマン』や『バトルフィーバーJ』はその結果であることを語っている。
趣味は、読書、映画鑑賞、音楽鑑賞。特技は、歌唱。
旅行業界に勤めていた女性と結婚し、一男儲けるが、後に離婚。
40代、50代は十二指腸穿孔、腸閉塞など様々な病気で活動を制限せざるを得なかったが、現在はすべての病気を克服している。

## 出演

### テレビドラマ
- 特別機動捜査隊（NET）
  - 第491話「最後の道化師」（1971年） - 卓也 [注釈 2]
  - 第745話「大学は出たけれど」（1976年） - 板垣志郎
  - 第798話「大都会の魔手」（1977年） - 島尾三郎
- 人造人間キカイダー（1972年 - 1973年、NET） - 主演・ジロー / キカイダー
  - キカイダー01（1973年 - 1974年、NET） - ジロー / キカイダー
- ジキルとハイド 第7話「雨の慟哭」（1973年、フジテレビ） - 若い男 [注釈 3]
- イナズマン（1973年 - 1974年、NET） - 主演・渡五郎 / サナギマン / イナズマン
  - イナズマンF（1974年、NET） - 主演・渡五郎 / サナギマン / イナズマン
- ザ・ボディガード 第23話「対決・死闘拳」（1974年、NET） - 玉木猛志
- 鬼平犯科帳（1975年、NET） - 山田市太郎
- 刑事くん 第3部 第14話「命かけても」（1975年、TBS） - 本間良平
- ザ★ゴリラ7 第1話「武装強盗団」（1975年、NET）
- 大非常線 第4話「必死の逃亡者」（1976年、NET） - 達彦
- 太陽にほえろ!（日本テレビ）
  - 第190話「パズル」（1976年） - 川井勉
  - 第717話「女たちは今……」（1986年） - 小泉忠夫
- 忍者キャプター（1976年 - 1977年、東京12ch） - 主演・出雲大介 / 火忍キャプター7
- スーパー戦隊シリーズ（NET→テレビ朝日）
  - 秘密戦隊ゴレンジャー 第81話「黒い疑惑!! 殺人スパイの罠」（1977年） - 横田鉄也少尉
  - バトルフィーバーJ 第33話「コサック愛に死す」 - 第52話「英雄たちの交響曲」（1979年 - 1980年） - 神誠 / バトルコサック
  - 光戦隊マスクマン 第11話「地底からの亡命者」（1987年） - 地底忍イジン
  - 超獣戦隊ライブマン 第1話「友よ君たちはなぜ?」、第2話「命に誓う三つの力」（1988年） - 星博士
  - 鳥人戦隊ジェットマン 第33話「ゴキブリだ」（1991年） - 相沢博士
- 怪人二十面相 第20話「対決! 魔術師 二十面相に挑戦」（1977年、フジテレビ）
- 快傑ズバット 第28話「そして、誰も居なくなる」（1977年、東京12ch） - 川名和彦 助教授
- 新・夜明けの刑事 第20話「東京－足摺岬 悲しき別れの歌」（1977年、TBS）
- 銭形平次 第606話「紀州の子守唄」（1978年、フジテレビ） - 安松 ※大川橋蔵版
- 特捜最前線（テレビ朝日）
  - 第50話「兇弾・神代夏子死す!」、第51話「凶弾II・面影に手錠が光る!」（1978年） - 青柳
  - 第227話「警視庁を煙にまく男!」（1981年） - 所轄の刑事
  - 第284話「恐喝!」（1982年） - 有田治郎
  - 第315話「面影列車!」（1983年） - 小林
  - 第352話「レイプ・紅い靴の女!」（1984年） - 酒巻英一
- 新幹線公安官 第2シリーズ 第14話「爆発一秒前の告白」（1978年、テレビ朝日） - 時山刑事
- スパイダーマン 第12話「華麗なる殺人マシーンへの変身」（1978年、東京12ch） - 黒木（インターポール捜査官）
- 土曜ワイド劇場（テレビ朝日）
  - いのち果てるまで 涙のホームラン（1978年）
  - 白衣の複合殺人（1987年）
  - もう一つの旅路（1991年）
  - ゴルフスクール 女たちの華麗な斗い（1992年）
- 新・江戸の旋風 第24話「はぐれ宿人質事件」（1980年、フジテレビ） - 銀次
- あばれはっちゃくシリーズ（テレビ朝日）
  - 男! あばれはっちゃく 第43話「他流試合だマル秘作戦」（1981年） - 浅見（浅見道場主）
  - 痛快あばれはっちゃく 第46話「西部の長太郎マルヒ作戦」（1984年）
- 新五捕物帳（1982年、日本テレビ）
  - 第190話「甦った幸せ」
  - 第196話「命をかけてくれた女」 - 円助
- 右門捕物帖（日本テレビ）
  - 第2話「同心は悲しみを越えて」（1982年） - 賊の一人
  - 第15話「伝六の初恋」（1983年）
  - 第32話「泥に咲く花」（1983年） - 政吉
- ザ・サスペンス / 黄色の誘惑（1983年、TBS）
- 火曜サスペンス劇場（日本テレビ）
  - 張り子の虎（1983年） - 吉川刑事
  - シンデレラの仮面（1988年）
  - 弁護士・朝日岳之助 真実の合奏（1989年）
  - 松本清張スペシャル・家紋（1990年）
  - 魔術はささやく（1990年）
  - 刑事・鬼貫八郎2 擬装心中（1993年） - 刑事
- 時代劇スペシャル / 音なし源 さの字殺し（1983年、フジテレビ） - 忠太郎（手代）
- 気分は名探偵 第10話「真犯人み〜つけた!」（1984年、日本テレビ） - 島田（新聞記者）
- 暴れ九庵 第9話「哀れ! それでも夫婦」（1984年、関西テレビ） - 丈太郎
- 婦警候補生物語 第1話「たった一人の不適格者」（1985年、日本テレビ） - 和泉巡査
- スケバン刑事 第16話「決死の脱出! 地獄城」（1985年、フジテレビ） - 田代看守
- メタルヒーローシリーズ（テレビ朝日）
  - 巨獣特捜ジャスピオン 第34話「鉄壁の要塞を砕く父と子の愛」（1985年） - 片山教授
  - 機動刑事ジバン 第6話「割れた恐竜の卵のひみつ」（1989年） - 影山
  - 特警ウインスペクター 第9話「爆弾じかけの犬」（1990年） - 小山正信 刑事
- 誇りの報酬 第19話「芹沢刑事・怒りの追跡」（1986年、日本テレビ） - 望月
- ドラマ人間模様 / うまい話あり（1986年、NHK）
- 夏樹静子サスペンス / 事故のいきさつ（1986年、関西テレビ）
- 痛快!婦警候補生やるっきゃないモン! 第12話「初体験! 燃えて捜査妨害」（1987年、テレビ朝日）
- ジャングル 第9話「悲しみの街角」（1987年、日本テレビ） - 宮内雄次
- 銭形平次 第2話「涙は無用・忍術父娘」（1987年、日本テレビ） - 弥吉 ※風間杜夫版
- 必殺剣劇人 第4話「日照り続きで、ほこりが立たあ!」（1987年、朝日放送） - 矢平次
- ドラマ女の四季 / 温泉仲居物語 濡れて哀しや湯煙り再会慕情編・陽春旅路篇（1988年、テレビ東京）
- NEWジャングル 第11話「愛妻危機一髪」（1988年、日本テレビ） - 警官
- 月曜女のサスペンス / 東名高速殺人行 白いクーペの女（1988年、テレビ東京） - 小笠原タケシ
- ゴリラ・警視庁捜査第8班（テレビ朝日）
  - 第7話「キッドナップ・カンパニー」 （1989年）
  - 第30話「奪われた女子大生」（1989年）
  - 第39話「家路」（1990年）
  - 第46話「命、燃えつきても」（1990年） - 医師
- 長七郎江戸日記II 第55話「蛍の哭く川」（1989年、日本テレビ） - 森川主膳
- 乱歩賞作家サスペンス / 許された日々（1989年、関西テレビ）
- 暴れん坊将軍III 第76話「さらば! 愛しき人よ」（1989年、テレビ朝日） - 千吉
- ハロー!グッバイ 第18話「どっちの刑事にするの」（1989年、日本テレビ） - モリタ課長
- なめくじ長屋捕物さわぎ（1990年、TBS） - 辰巳屋為五郎
- 世にも奇妙な物語（フジテレビ）
  - カウントダウン（1990年）
  - 驚異の降霊術（1991年）
- 森村誠一サスペンス / 死導標（1990年、関西テレビ）
- 代表取締役刑事（テレビ朝日）
  - 第2話「終着駅」（1990年） - 原田
  - 第22話「大人は判ってくれない」（1991年）
- 江戸川乱歩傑作シリーズ 黒蜥蜴（1990年、TBS）
- さすらい刑事旅情編（テレビ朝日）
  - さすらい刑事旅情編IV 第15話「昼下がりの山手線・殺人を予言した女」（1991年）
  - さすらい刑事旅情編VI 第10話「夜汽車の告白電話・イヴの殺意」（1993年）
- 大江戸捜査網 平成版 第2シリーズ 第22話「地獄から来た虚無僧」（1991年、テレビ東京） - 戸部陣九郎
- 仕掛人・藤枝梅安 第4話「梅安迷い箸」（1991年、フジテレビ）
- 刑事貴族2 第36話「真実の瞬間」（1992年、日本テレビ） - 黒部
- 影狩り（1992年、フジテレビ）
- 徳川無頼帳 第7話「危うし吉原・阿片の罠」（1992年、テレビ東京）
- 愛しの刑事（テレビ朝日）
  - 第7話「美談! 警視総監賞を辞退した男」（1992年）
  - 第18話「刑事防犯課を占拠する女! 婦警が人質に!?」（1993年）
- 土曜ドラマ（NHK）
  - 私が愛したウルトラセブン（1993年） - 文太
- 電光超人グリッドマン（1993年、TBS） - 井上英世
- セールスレディは何を見た 第2話「秘密のわが子へ……妻に内緒の契約」（1993年、テレビ朝日）
- ドラマ新銀河（NHK）
  - 南部大吉交番日記（1993年）
- お金がない! 第7話「勇気もない!」（1994年、フジテレビ）
- 十時半睡事件帖（1994年 - 1995年、NHK）
- ヘルプ! 第7話「ついに姿を現わした秘宝! と意外な味方」（1995年、フジテレビ）
- 木曜の怪談 / 怪奇倶楽部 第5話「ミイラの呪い」（1995年、フジテレビ）
- 奇跡のロマンス（1996年、日本テレビ）
- 新・半七捕物帳 第15話「闇からの声」（1997年、NHK）
- 連続テレビ小説（NHK）
  - あぐり 第95回、第96回（1997年） - 刑事
  - すずらん（1999年） - 特高
- ギフト 第3話「人の指令を気の弱い人に届ける」（1997年、フジテレビ）
- ウルトラマンダイナ 第34話「決断の時」（1998年、毎日放送） - ヘリオ発電所技師
- ボイスラッガー 第7話「危うしスーパーヒーロー! 吠える大捜査線」（1999年、テレビ東京） - 港湾署副署長
- 学校の怪談 春のたたりスペシャル / たたり（1999年、フジテレビ）
- オルガンの家で（1999年、NHK）
- 宇宙最強ツヨイダー（2002年、TOKYO MX） - 霧笛強蔵
- セクシーボイスアンドロボ Voice 6「ZI」（2007年、日本テレビ）
- 女帝 第7話「No.1ホステス 父と復讐ベッドイン」（2007年、EX） - 関根社長
- チャンス 第5話「折れない心」（2010年、NHK） - 上畑社長
- 大河ドラマ / 龍馬伝 第48話「龍の魂」（2010年、NHK） - めし屋の主人
- 牙狼＜GARO＞〜MAKAISENKI〜 第19話「楽園」（2012年、テレビ東京） - ゴウキ
- 都市伝説バスター（2014年、千葉テレビ）
- 相棒 season13 第12話「学び舎」（2015年、EX） - 笹沼隆文
- 炎の天狐 トチオンガーセブン （2017年、新潟テレビ21） - 星狐童

### 映画
- 飛び出す人造人間キカイダー（1973年、東映） - 主演・ジロー / キカイダー
- 飛び出す立体映画イナズマン（1974年、東映） - 主演・渡五郎 / サナギマン / イナズマン
- 処女監禁（1977年、東映） - 主演・西村政男
- LEMI レミ（1988年、MAT） - 小川欣哉
- 座頭市（1989年、松竹）
- 勝利者たち（1992年、円谷プロ=東宝） - 佐倉晴明
- リング（1998年、東宝） - 伊熊平八郎
- らせん（1998年、東宝） - 伊熊平八郎
- リング2（1999年、東宝） - 伊熊平八郎
- 白痴（1999年、松竹） - 軍の将校
- リング0 バースデイ（2000年、東宝） - 伊熊平八郎
- 予言（2004年、東宝） - 教頭 [注釈 4]
- ゲーム☆アクション（2009年、ローソンエンターメディア） - ビッグジョンジャック
- 魔法少女を忘れない（2011年、テレビ西日本=SPOTTED PRODUCTIONS） - 佐々木淳
- 縁 -enishi-（2011年、『縁- enishi-』製作委員会） - 沢中源治
- 死ガ二人ヲワカツマデ… 第二章 南瓜花 -nananka-（2012年、日活） - 沢中源治
- 時空警察ヴェッカー デッドリーナイトシェード（2012年） - 木崎信一郎
- キカイダー REBOOT（2014年、東映） - 前野究治郎
- Go For Broke（2017年） - Mr. Otani
- HE-LOW（2018年）
- HE-LOW THE SECOND（2019年）
- 怪猫狂騒曲（2022年） - 鍋島光茂[31]

### オリジナルビデオ
- セーラー服刑事（1987年、NVMC） - 芹沢警視
- 地球防衛少女イコちゃん 大江戸大作戦（1990年、ポニーキャニオン） - 次郎吉
- ほんとにあった怖い話 第二夜 「霊のうごめく家」（1991年、ジャパンホームビデオ）
- 宇宙から来た美少女アミ&レイミ SOLDIER COP（1992年、アント・パスタ）
- 聖ラファエロ学園（1992年、JVD） - 隠密教師
- 母の日記（1992年、東映教育事業部） ※人権啓発用ビデオ
- 妖女伝説セイレーン（1993年、円谷映像）
- 悪霊怪談 呪われた美女たち（1996年、Vムーヴィ） - タテヤマ
- コスプレ戦士 キューティ・ナイト2／帝国の逆襲（1996年、笠倉出版社） - 甲斐田ジロー
- V-MONSTER1 ゴースト☆ボクサー（1999年、バップ） - 刑事課課長
- 魔神騎士ジャック☆ガイスト（2000年、バップ） - 三味線三郎
- S7（エスセブン） 天使と美少女刑事（2001年、コアラブックス） - 山室警視
- マル暴 組織犯罪対策部捜査四課（2005年、GPミュージアム）
- ガイノイド GYNOIDS-SADSTORY-（2005年、ケンメディア） - 伊勢谷社長
- スピードファントム（2005年、GPミュージアム） - ミスターT
- 鈴村健一の超人タイツ（2005年、ソニー・ミュージック）
- 御茶漬海苔の惨劇館（2010年、ビクターエンタテインメント）

### 舞台
- エピソード・コメディフェスティバル（1974年、劇団NLT）
- オウムとにわとり（1975年、劇団NLT）
- 男を金にする女（1991年、芸術座）
- 伴大介・一人芝居 人造人間は愛の夢を見るか（2006年、『伴大介・一人芝居』制作委員会） - 主演
- オクトの樹（2012年、鬼子母神武芳稲荷紬の会） - クガオリ王
- なぞらえ屋〜開闢九重千曳〜（2012年、La・Moon） - 霧降仙嶽銀月聾伴閃
- ならぬことはならぬ（2013年、方の会第52回公演） - 農民・田村昭造
- われなきぬれて〜石川啄木〜（2015年、方の会第57回公演） - 森鷗外
- ノルマ（2016年、ダイアモンドジャパン） - 鈴村由佳の父
- 散り往く雪〜京介と幸恵〜（2016年、方の会第58回公演） - ワカルパ
- まるか楼の女たちII（2016年、方の会公演）

### テレビアニメ
- クレヨンしんちゃん（2015年、テレビ朝日） - 犬好次郎、ナレーション
- 怪人開発部の黒井津さん（2022年、テレビ朝日） - 第12話ナレーション[32]

### OVA
- クルーエル1999〜火星の天使（1997年、HOBBY DATA） - 三雲純夫

### ゲーム
- スーパーヒーロー作戦（1999年1月28日、バンプレスト） - ジロー / キカイダー

### CM
- アートネイチャー
- 味の素 わかめスープ
- 沼津かまぼこ
- 丸井
- デジタルツーカー九州

### その他
- 東映怪人怪獣大百科 ロボット篇（東映ビデオ） - ジロー（ナレーション）
- キカイダーメモリアル〜25年目の再会〜（東映ビデオ） - ジロー（ナレーション）
- 人造人間キカイダーメモリアル（東映ビデオ） - ジロー（ナレーション）
- 人造人間キカイダーが人工知能を語る（雑誌『正論』2017年10月号）
- YouTubeチャンネル 伴大介のスイッチ・オン!!（2020年4月26日～)

## 音楽

### アルバム
- 『キカイダー01』 （1973年、日本コロムビア　14曲入りLP） - 『人造人間キカイダー』挿入歌「春くれば」を歌唱
- 『石ノ森章太郎 男も泣けるTV主題歌集』 （1998年、テイチク）  - 「ゴーゴーキカイダー」を歌唱

## 著書
- 池田駿介 共著 編『キカイダー讃歌』東西企画（発行）、星雲社（発売）、1997年。ISBN 4795239649。
- 『スイッチオン! 人造人間キカイダー〜ジロー、旅の途中で』角川書店、2001年。ISBN 4048836943。